# Салтыки (Слободской район)
Салтыки — деревня в Слободском районе Кировской области в составе Ильинского сельского поселения.

## География
Находится на расстоянии примерно 7 км на восток-северо-восток от районного центра города Слободской.

## История
Известна с 1678 года как деревня Котельникова с 4 дворами. В 1764 году здесь было учтено 59 жителей. В 1873 году здесь (деревня Котельниковская или Салтыки) учтено было дворов 15 и жителей 121, в 1905 34 и 230, в 1926 48 и 242, в 1950 39 и 118. В 1989 году проживало 543 человека. Нынешнее название окончательно закрепилось с 1939 года.

## Население
Постоянное население составляло 525 человек (русские 93 %) в 2002 году, 488 в 2010.